# Sinomicrurus macclellandi
Sinomicrurus macclellandi, conocida comúnmente como serpiente de coral de MacClelland, es una especie de elápido venenoso del sur y este asiático. 

## Etimología
El nombre específico, macclellandi, es en honor al Dr. John MacClelland (1805-1875), un médico y naturalista, que trabajó para East India Company.

## Descripción
S. macclellandi es una serpiente pequeña, de unos 40 a 80 centímetros de longitud total (incluida la cola), y su cuerpo delgado. Dorsalmente, es de color marrón rojizo, con barras transversales delgadas de color negro, y su vientre es de color blanco cremoso. La cabeza es pequeña, redonda y de color negro, con una banda transversal blanca, ancha y cremosa, y contornos negros en el centro de la cabeza. Las escamas dorsales en el cuerpo son suaves, y están dispuestas, en la mitad del cuerpo, en 13 filas longitudinales paralelas.

## Distribución
Se encuentra en el norte de la India (Assam, Sikkim, Darjeeling, Mizoram); Arunachal Pradesh (distrito de Deban - Changlang, Chessa, distrito de Chimpu - Papum Pare), Nepal, N Myanmar (Birmania), Tailandia, Vietnam, China central y meridional (incluida Hong Kong, Hainan, norte a Gansu y Shaanxi), Japón (Ryuky Islas), Taiwán.

## Subespecies
Se reconocen cuatro subespecies, incluida la subespecie nominada.
- Sinomicrurus macclellandi iwasakii (Maki, 1935)
- Sinomicrurus macclellandi macclellandi (J.T. Reinhardt, 1844)
- Sinomicrurus macclellandi swinhoei (Van Denburgh, 1912) (Van Denburgh, 1912)[3]
- Sinomicrurus macclellandi univirgatus (Günther, 1858) (Günther, 1858)[1]

S. m. iwasakii se encuentra en la isla Ishigaki y otras islas Ryukyu en Japón.
S. m. Swinhoei se encuentra en Taiwán.
S. m. univirgatus se encuentra en Nepal, y Sikkim.

## Comportamiento y hábitat
Es principalmente nocturna y terrestre, en basura forestal, ladera y tierras bajas. A menudo se encuentra escondida debajo de las hojas. Aunque se trata de una especie venenosa, es bastante dócil y no es probable que ataque activamente.

## Dieta
Se alimenta de pequeños reptiles, como lagartijas y otras serpientes.

## Veneno
Como otras especies de la familia Elapidae, posee un potente veneno neurotóxico, que es capaz de matar a una persona. Los síntomas de mordedura incluyen entumecimiento de los labios y dificultad para hablar y respirar, seguidos de visión borrosa. Las víctimas de mordeduras graves pueden morir de insuficiencia cardíaca instantánea, aunque solo se han registrado unas pocas muertes humanas en Tailandia.

## Reproducción
Sinomicrurus macclellandi es una especie ovípara. Las puestas de las hembras maduras  son de 6 a 14 huevos.